# バラス島

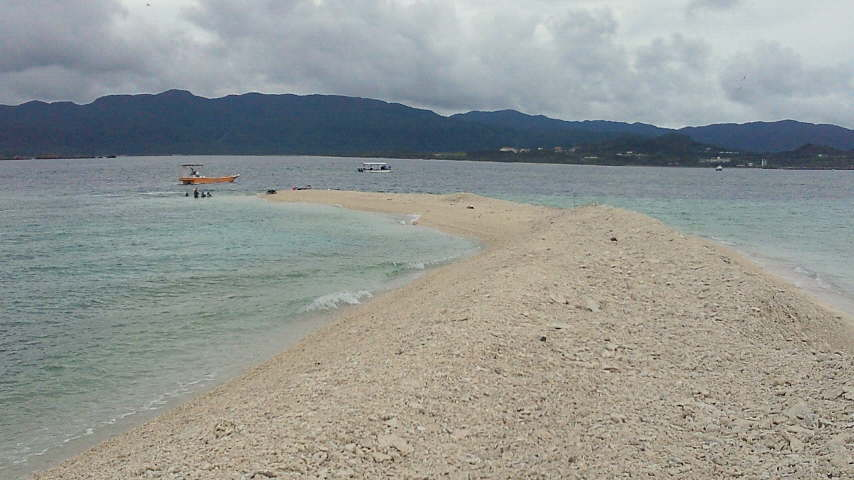
バラス島（2011年）

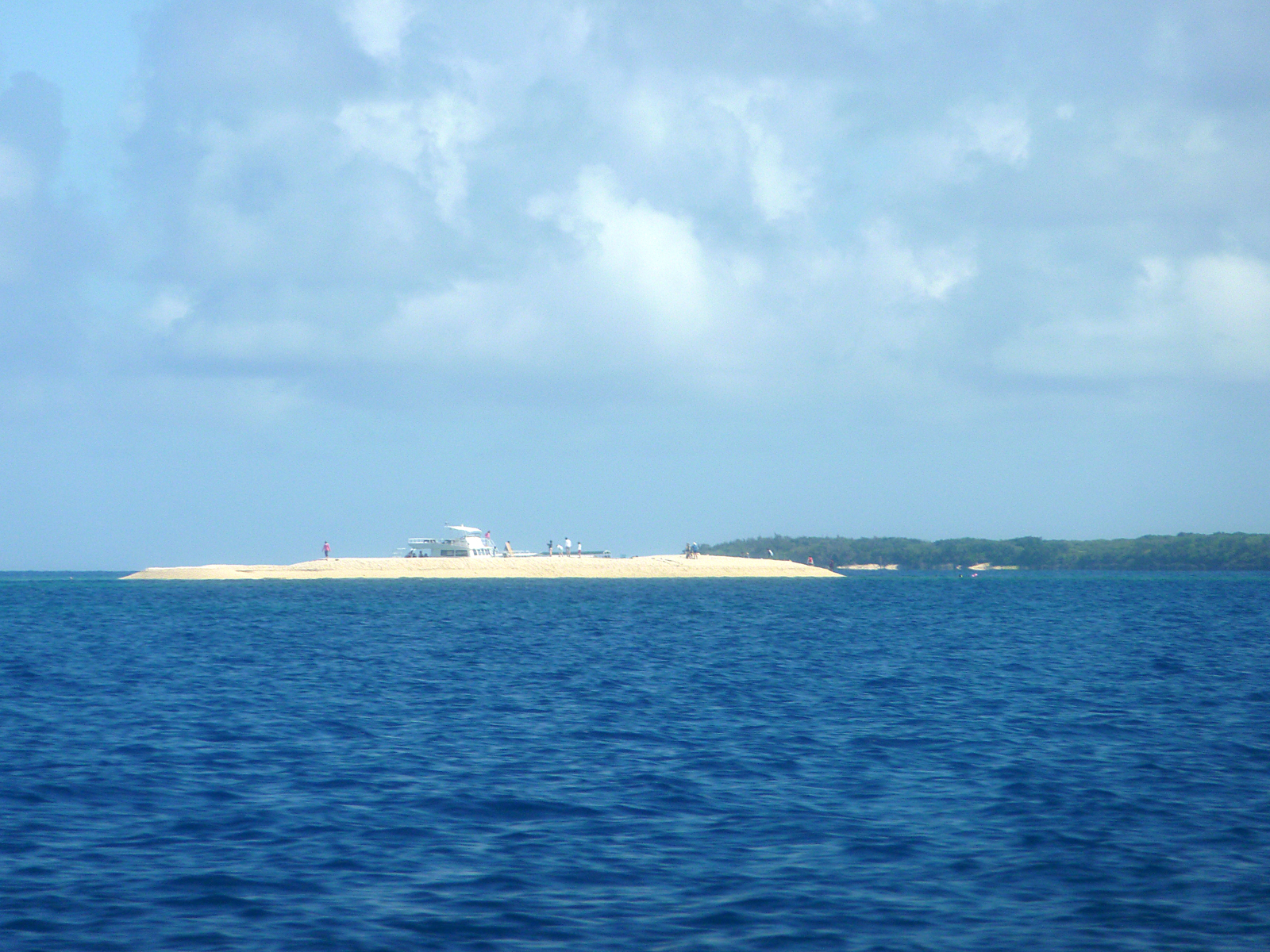
バラス島（2010年）

バラス島（バラスとう、バラスしま）は、沖縄県八重山郡竹富町の西表島と鳩間島の間にあるサンゴ礁州島である。

## 地形
サンゴの礫のみからなるサンゴ礁州島である。島名の「バラス」は、本来、船舶等に重心安定のために重しとして積まれたり、線路の枕木安定のために敷かれる砂利・砕石を意味する「バラスト」の略語であり、この島を構成するサンゴ礫がバラス状であることから「バラス島」と名付けられた。
潮の干満によって姿を変え、最大時で一周2-3分、中央部の高さが約3m。高潮位時には水没することもある。
東西方向の長軸約1km、南北方向の短軸約0.3kmの楕円形の孤立リーフの中央部の上に形成されており、季節性波浪や台風の影響を受けて東西方向に数10m程度移動することがあるものの、体積変化は小さく、安定して存在している。
バラス島のサンゴ礫の多くは細長い棒状であり、海面下には成長速度が早い枝状のミドリイシ属が多数棲息していることから、これらのサンゴが波浪によって破壊されて礫状となり、それが堆積してバラス島が形成されたものと考えられている。南北からの波浪は鳩間島及び西表島によって遮蔽されるため、バラス島の形成や地形変化には主に東西方向からの波浪が関与していると推測されている。
バラス島の周辺海域は、枝状のミドリイシが優占する高被度のサンゴ群集が形成されており、また、青い海と白いバラスのコントラストが優れた景観を形成し、スノーケリング等のマリンレジャーでの利用も盛んであることから、景観の保護及び適正な利用を図るため、「鳩間島バラス・宇那利崎海域公園地区」として西表石垣国立公園の海域公園地区に指定されている。

## 沿革
過去に撮影された空中写真や衛星画像の分析によると、調査対象の中で最古である1963年撮影の空中写真において、バラス島がすでに存在していることが確認されている。
その後、1994年の空中写真では2つの島が存在し、2006年の空中写真では南北に延びた1つの島が存在している。この期間の衛星画像の分析によって、1998年から1999年にかけてバラス島が急速に拡大したことが推定されており、1998年に発生した大規模なサンゴの白化によって死亡したサンゴが礫となって供給されことが急拡大の原因ではないかと推測されている。

## 観光
バラス島の南側はスノーケリングのポイントとして知られており、西表島からのツアーが催行されている。